# Alajõe, Ida-Virumaa
För andra betydelser, se Alajõe.
Alajõe är en by (estniska: küla) i Alutaguse kommun i landskapet Ida-Virumaa i den nordöstra Estland. Byn ligger 160 kilometer öster om huvudstaden Tallinn, vid norra stranden av sjön Peipus, där den meandrande ån Alajõgi har sitt utflöde. 
Byn har till och med 2017 utgjort centralort i den tidigare kommunen Alajõe.
I kyrkligt hänseende hör byn till Iisaku församling inom den Estniska evangelisk-lutherska kyrkan.

## Geografi
Alajõe ligger 35 meter över havet.Terrängen runt Alajõe är platt, och sluttar söderut.  Trakten runt Alajõe är nära nog obefolkad, med mindre än två invånare per kvadratkilometer. Närmaste större samhälle är Iisaku, 12,1 km nordväst om Alajõe. 

### Klimat
Trakten ingår i den hemiboreala klimatzonen. Årsmedeltemperaturen i trakten är 5 °C. Den varmaste månaden är juni, då medeltemperaturen är 14 °C, och den kallaste är januari, med −8 °C.

## Galleri

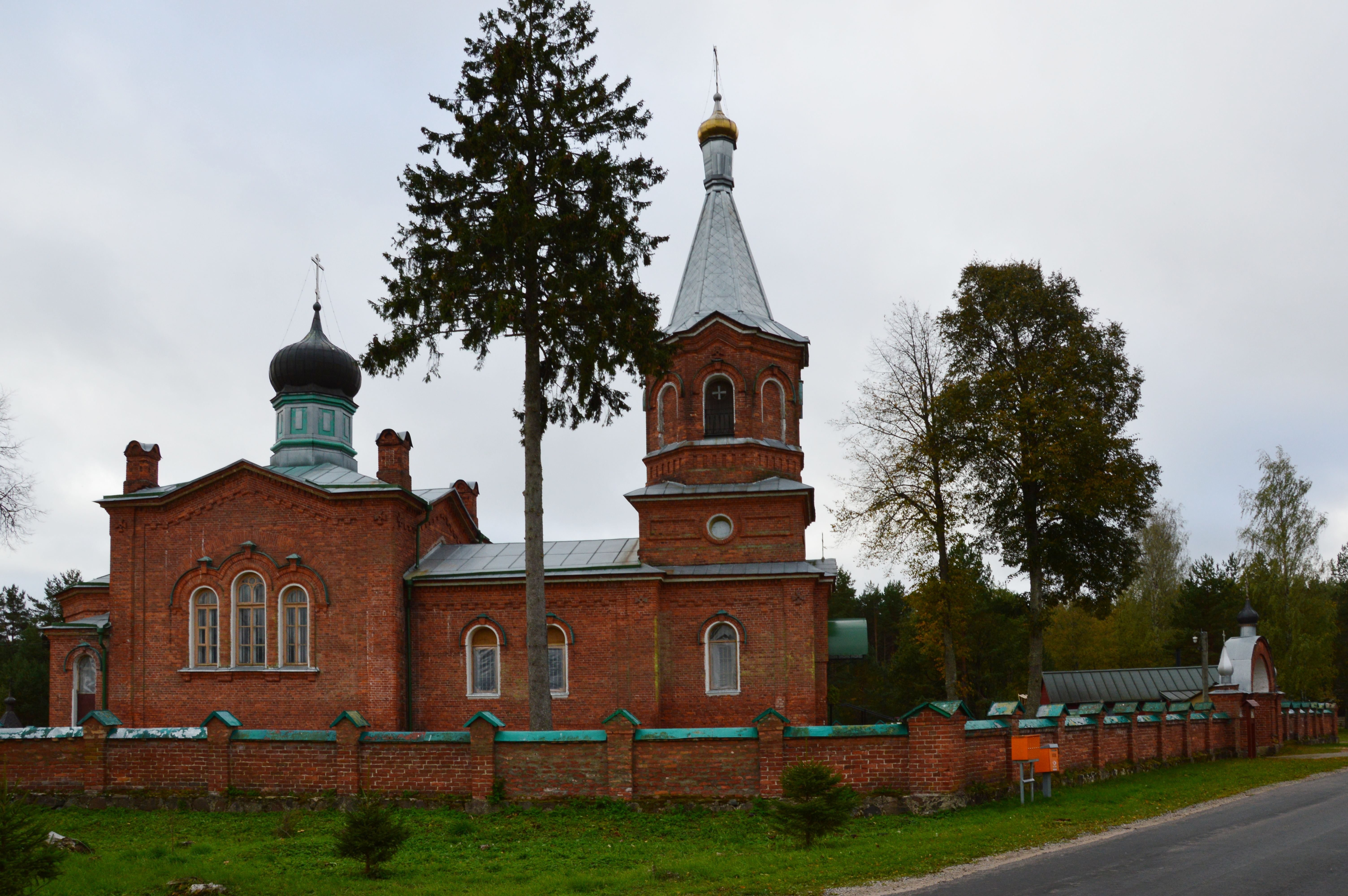
Alajõe ortodoxa kyrka.
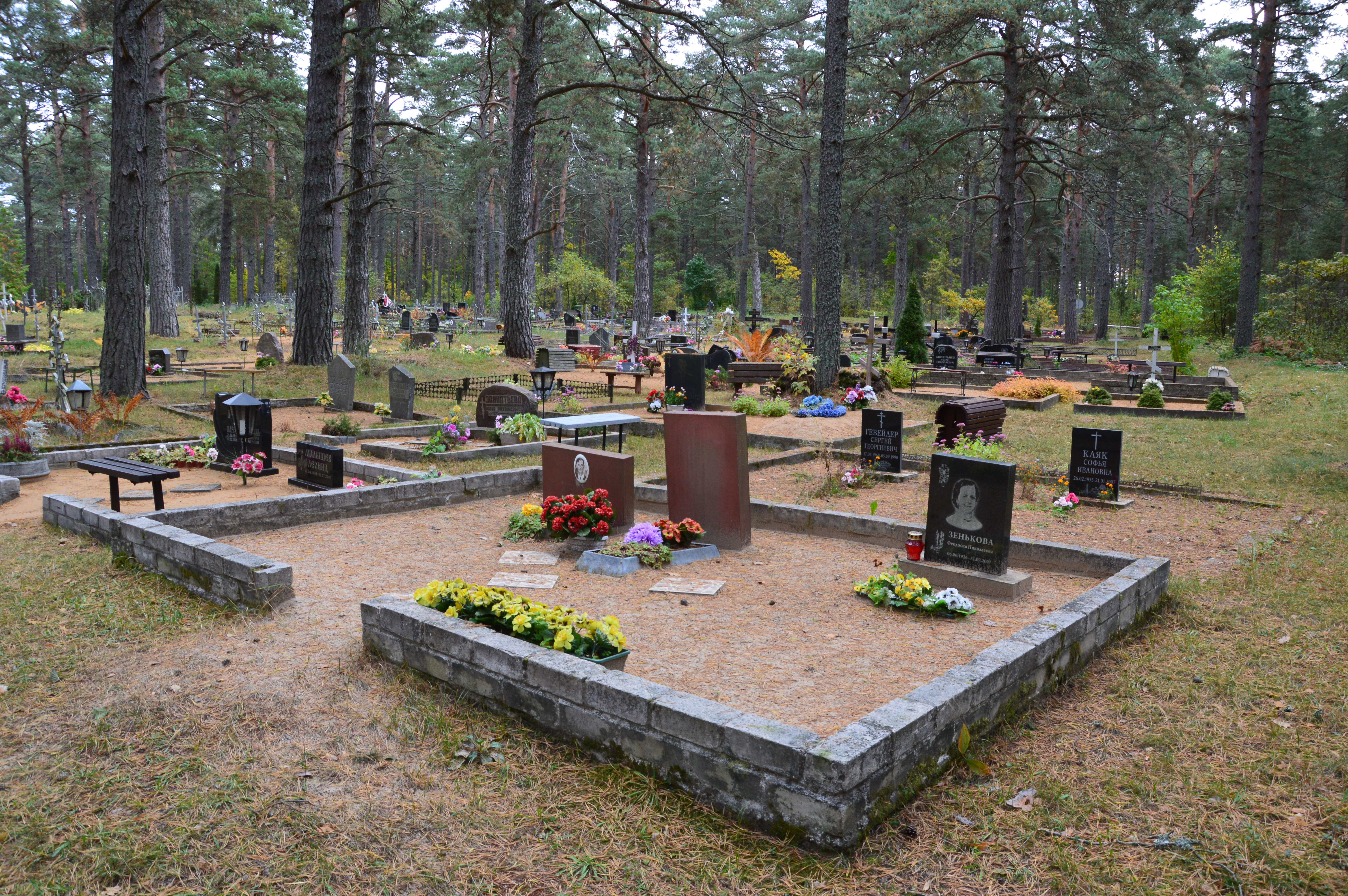
Alajõe kyrkogård.
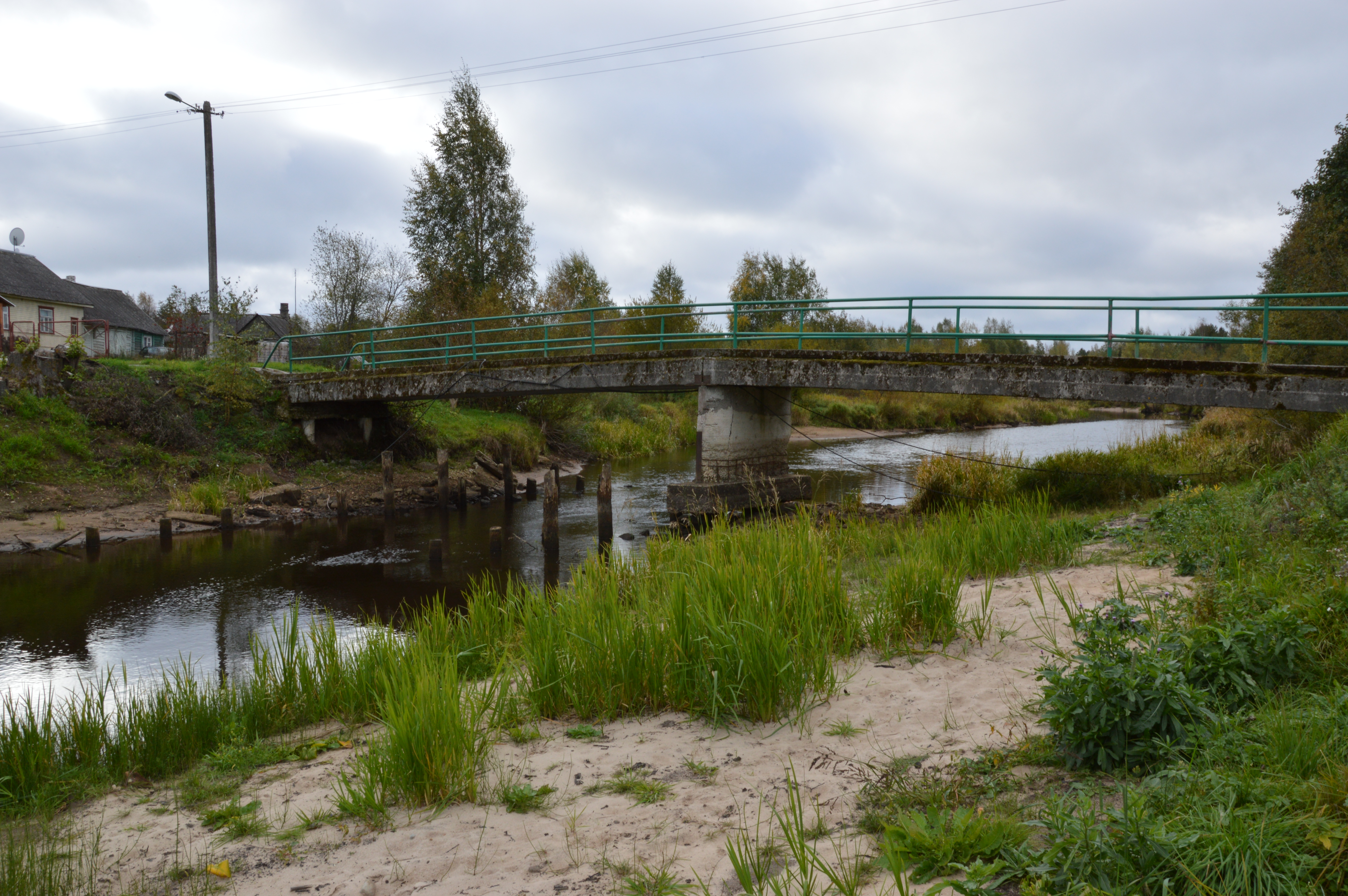
Gångbron över Alajõgi.
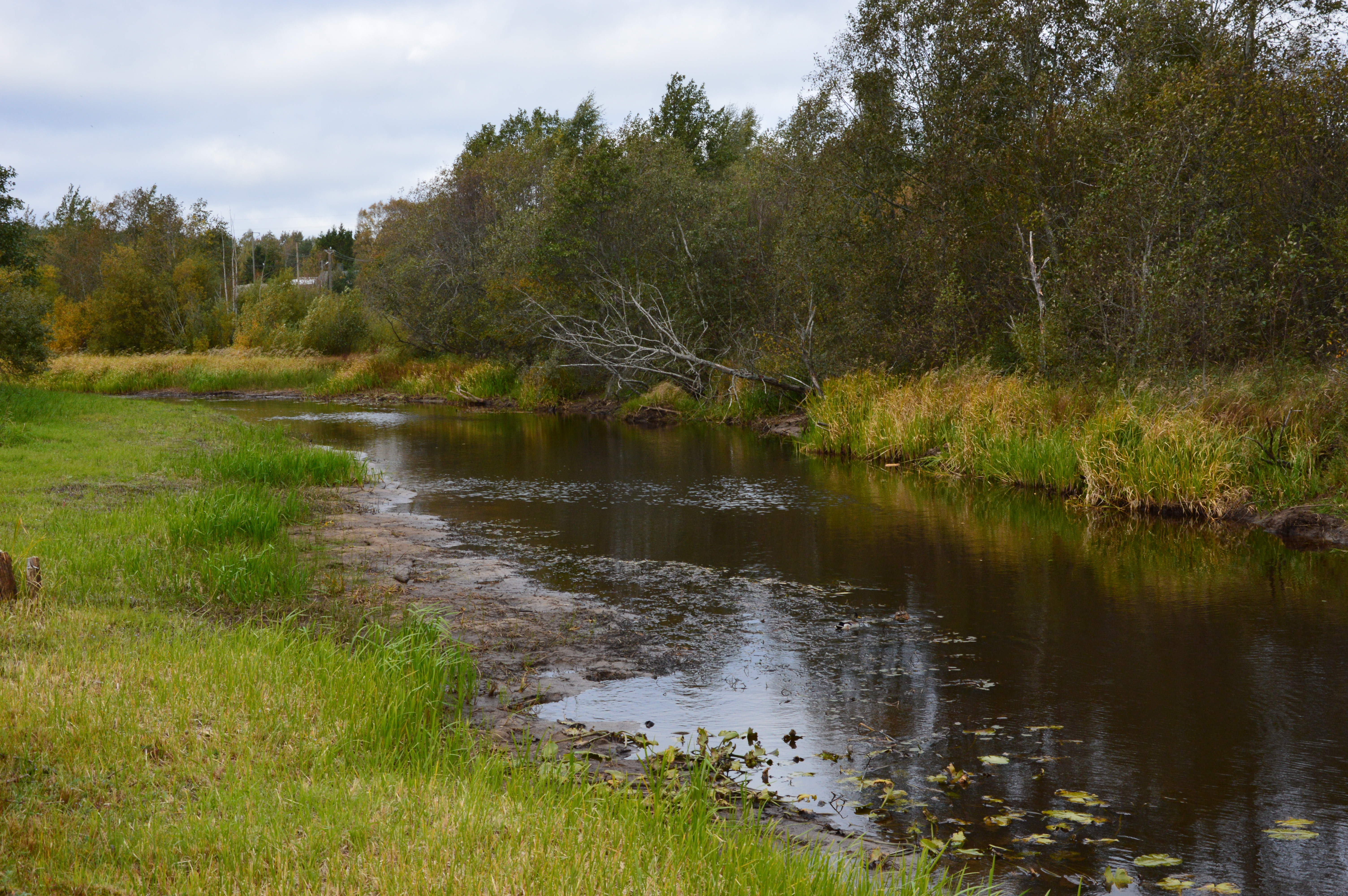
Ån Alajõgi.
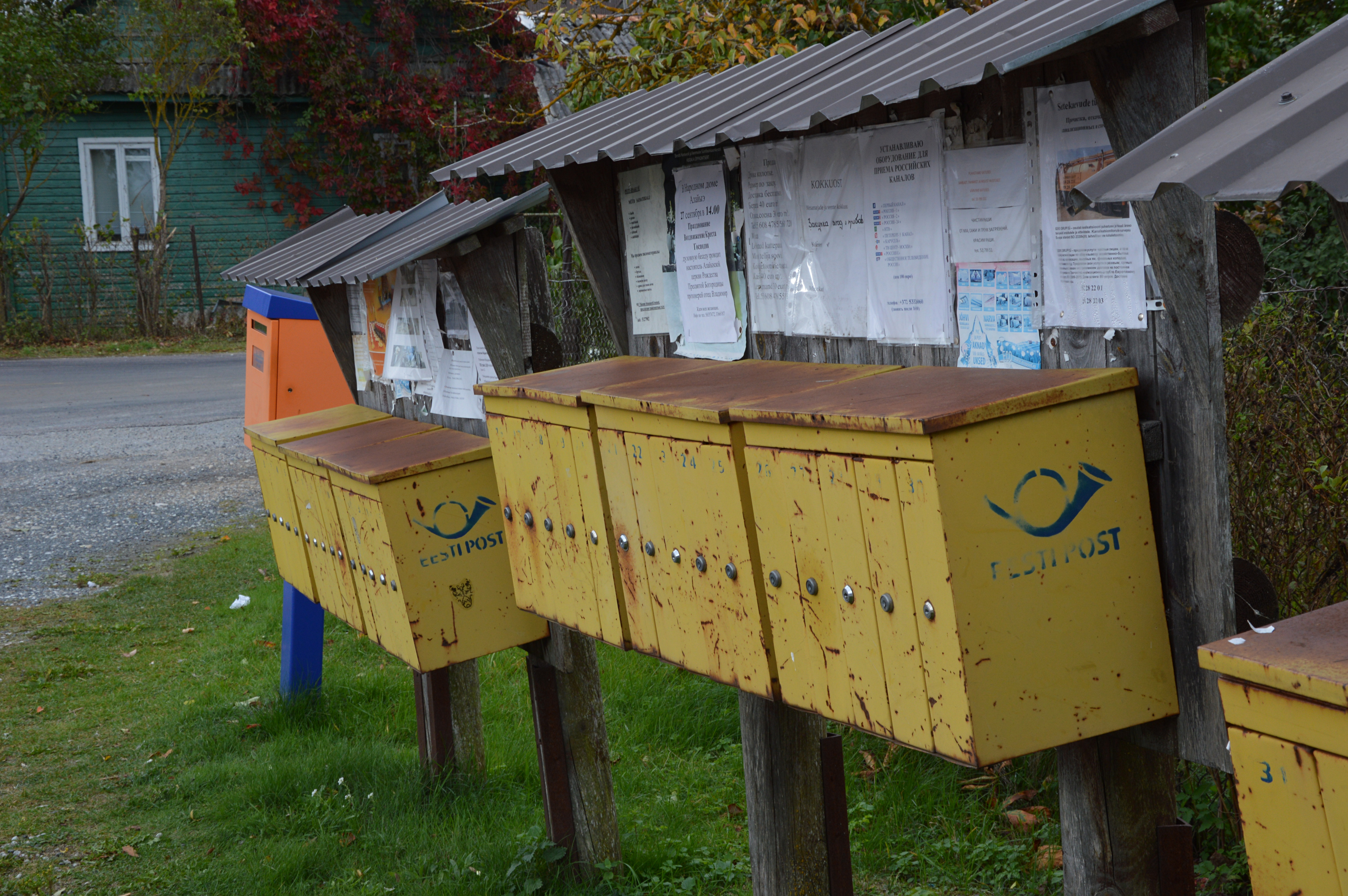
Brevlådor i Alajõe.